# Monarque luisant
Myiagra alecto
Espèce
Statut de conservation UICN

 LC  : Préoccupation mineure
Le Monarque luisant (Myiagra alecto) est une espèce d'oiseau de la famille des Monarchidae.

## Répartition
On le trouve en Australie, en Indonésie, ainsi qu’en Papouasie-Nouvelle-Guinée.

## Habitat
Il habite les mangroves et les forêts humides de plaine tropicales et subtropicales.

## Sous-espèces
D'après Alan P. Peterson, il en existe huit sous-espèces :
- Myiagra alecto alecto (Temminck) 1827
- Myiagra alecto chalybeocephala (Lesson & Garnot) 1828
- Myiagra alecto longirostris (Mathews) 1928
- Myiagra alecto lucida Gray,GR 1858
- Myiagra alecto manumudari (Rothschild & Hartert) 1915
- Myiagra alecto melvillensis (Mathews) 1912
- Myiagra alecto rufolateralis (Gray,GR) 1858
- Myiagra alecto wardelli (Mathews) 1911.

## Galerie

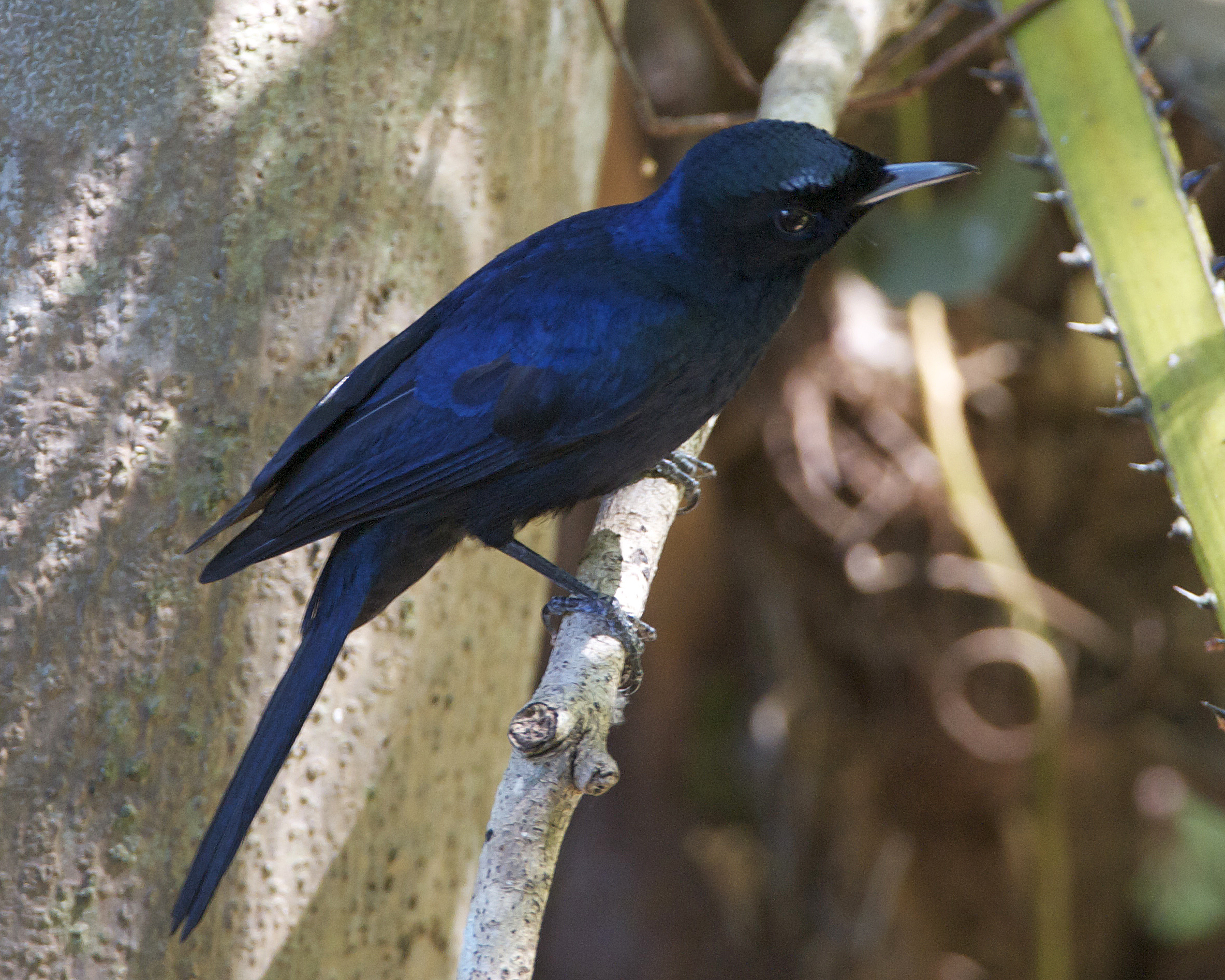
Mâle